# Dunkler Zierbock
Der Dunkle Zierbock oder Geheimnisvolle Zierbock (Anaglyptus mysticus) ist ein Käfer aus der Familie der Bockkäfer (Cerambycidae).

## Beschreibung
Die Käfer werden 6 bis 13 Millimeter lang. Die Flügeldecken sind vorn rotbraun, in der Mitte schwarz mit drei schrägen weißen Bändern und hinten grau bläulich. Der Körper ist behaart und hat einen bläulichen Grundton. Kopf und Halsschild sind dunkel und grau behaart. Die Beine sind schwarz gefärbt, die Füße und Vorderschienen sind rotbraun. Die Schenkel sind keulig verdickt und das erste Hinterfußglied ist nur unwesentlich länger als die beiden folgenden Glieder zusammengenommen. Die Fühler sind kürzer als der Körper.
Das Aussehen der Art ist variabel, so kann die dominierende Farbe der Flügeldecken und deren Zeichnung variieren. Es können schwarze oder nahezu rotbraune Flügeldecken mit weißer Zeichnung beobachtet werden (Bild).

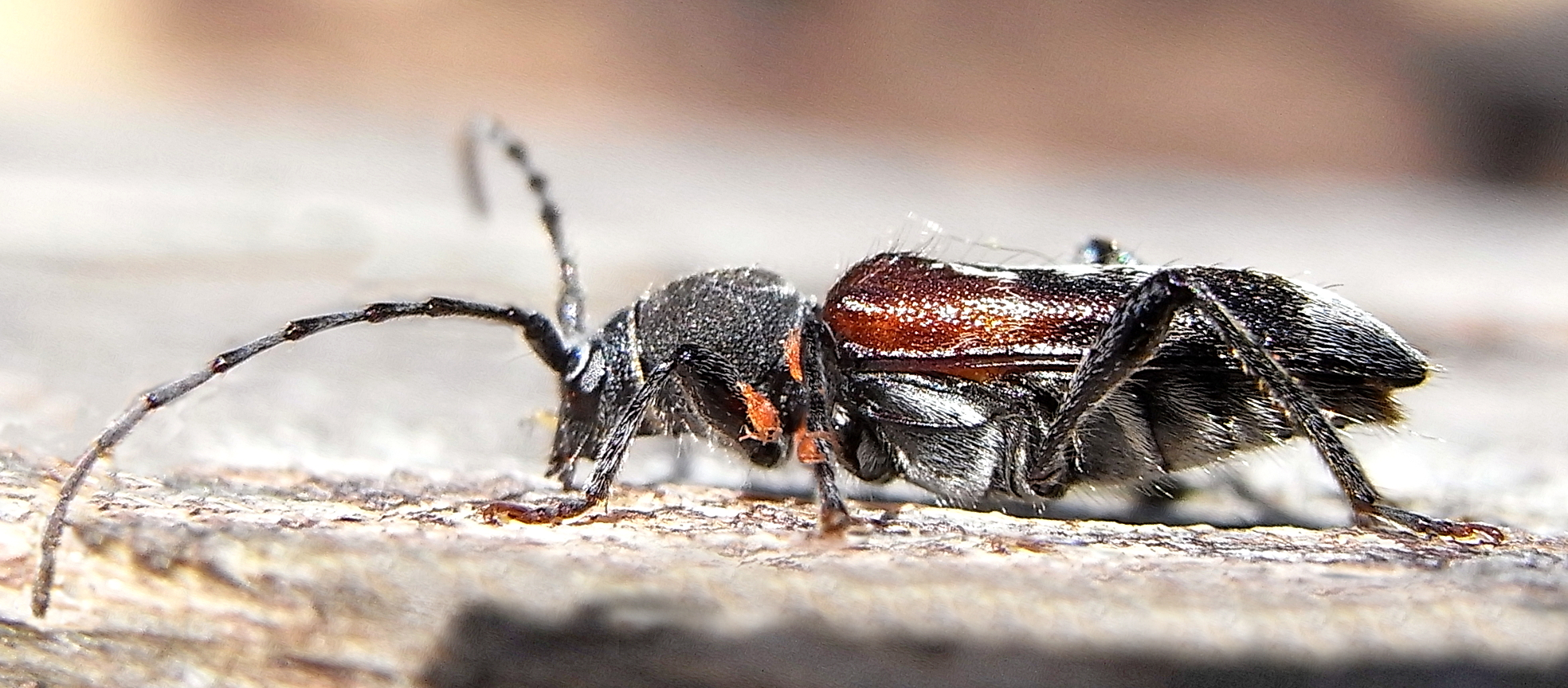
Seitenansicht

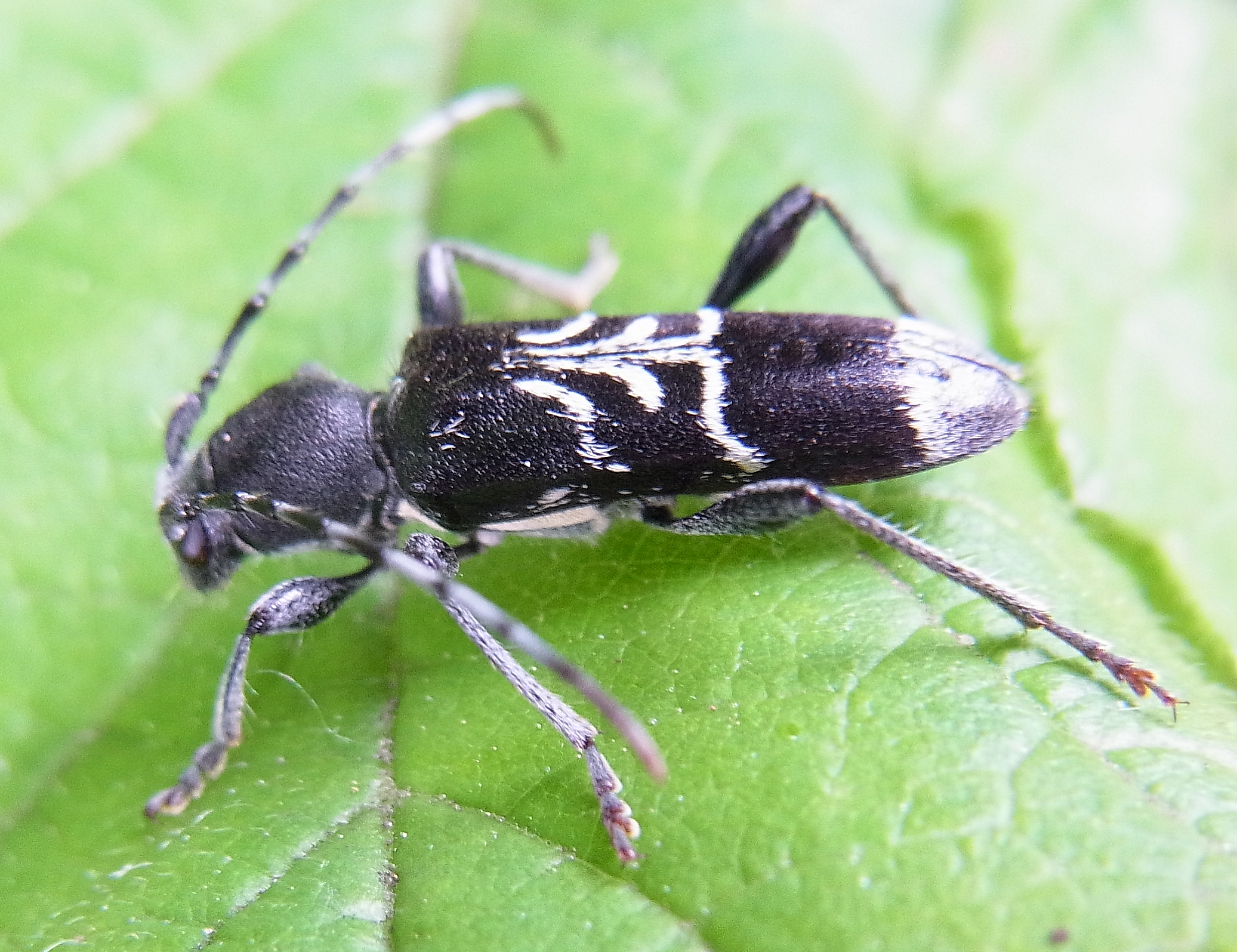
Farbvariante mit schwarzen Schultern

## Vorkommen
Man findet sie an sonnigen Waldrändern vor allem im Süden Deutschlands, Richtung Norden werden sie immer seltener. Das Verbreitungsgebiet reicht im Norden bis nach Dänemark, ins südliche Norwegen und ins mittlere Schweden hinein. In Großbritannien ist die Art nur lokal vertreten. Weitere Verbreitungsgebiete befinden sich in Nordafrika und Transkaukasien.

## Lebensweise
Die Käfer können unter anderem an Blüten von Kräutern und Sträuchern von Doldenblütler, Weißdorn, Holunder und Hartriegel beobachtet werden.
Die Larven leben in trockenen Ästen von Laubhölzern wie beispielsweise Eiche, Buche, Ulme, Erle, Hasel, Robinie, Holunder, Weißdorn und Obstbäumen. Die Entwicklung der Larve zum Käfer beansprucht zwei Jahre, der Käfer überwintert. Die Imagines können von Mai bis Juli angetroffen werden.